# Annecy
Annecy [anˈsi] ist eine französische Stadt mit 131.272 Einwohnern (Stand 1. Januar 2022) und die Hauptstadt des Départements Haute-Savoie in der Region Auvergne-Rhône-Alpes.
2012 wurde Annecy zur Alpenstadt des Jahres gekürt.

## Geografie

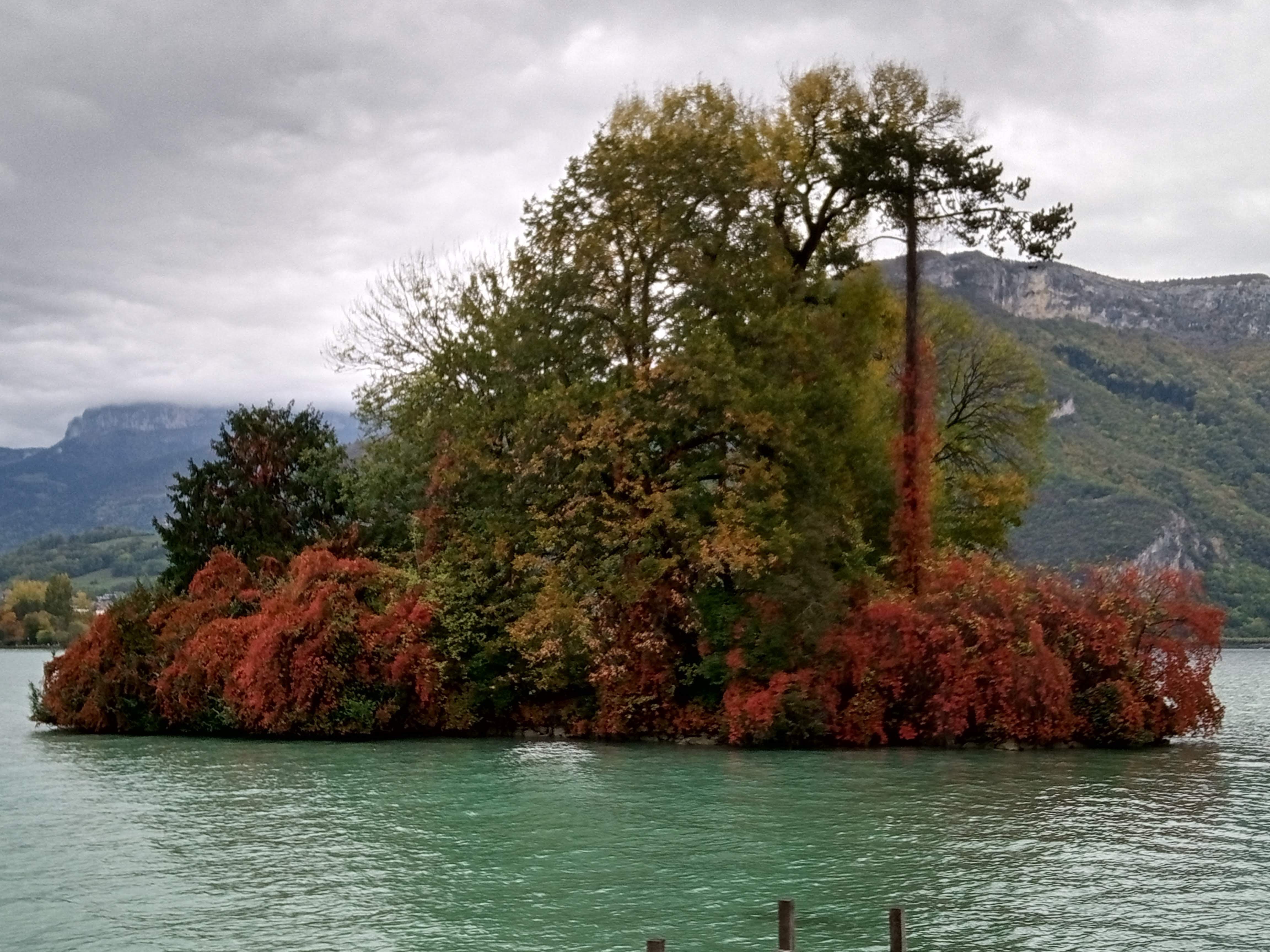
Die Île des Cygnes im Lac d’Annecy im Herbst

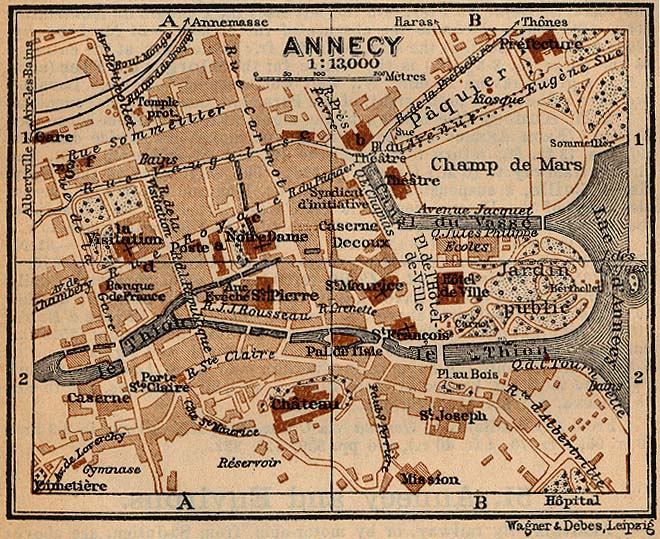
Stadtplan aus dem Jahr 1914

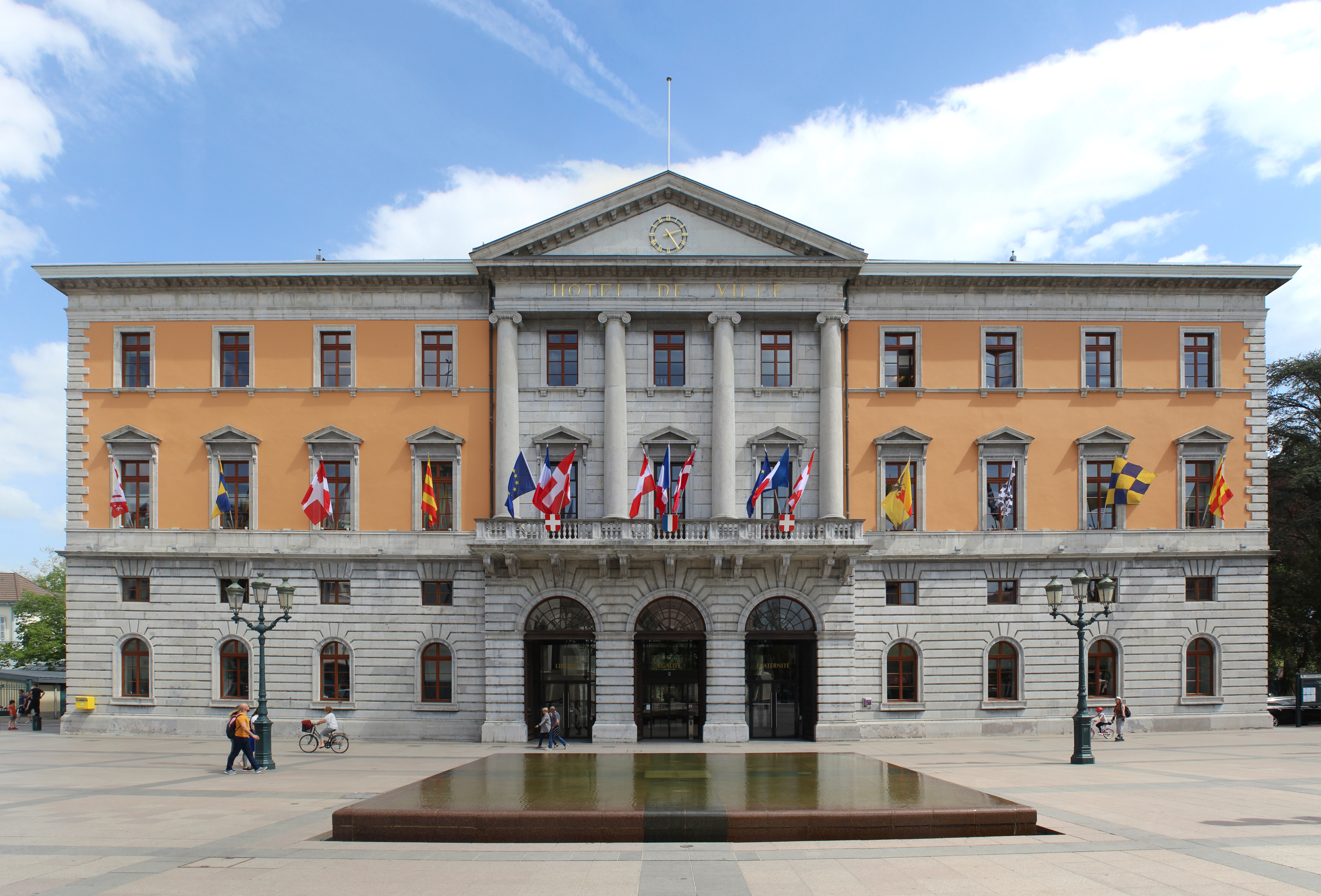
Rathaus (Hôtel de ville), erbaut zwischen 1847 und 1855

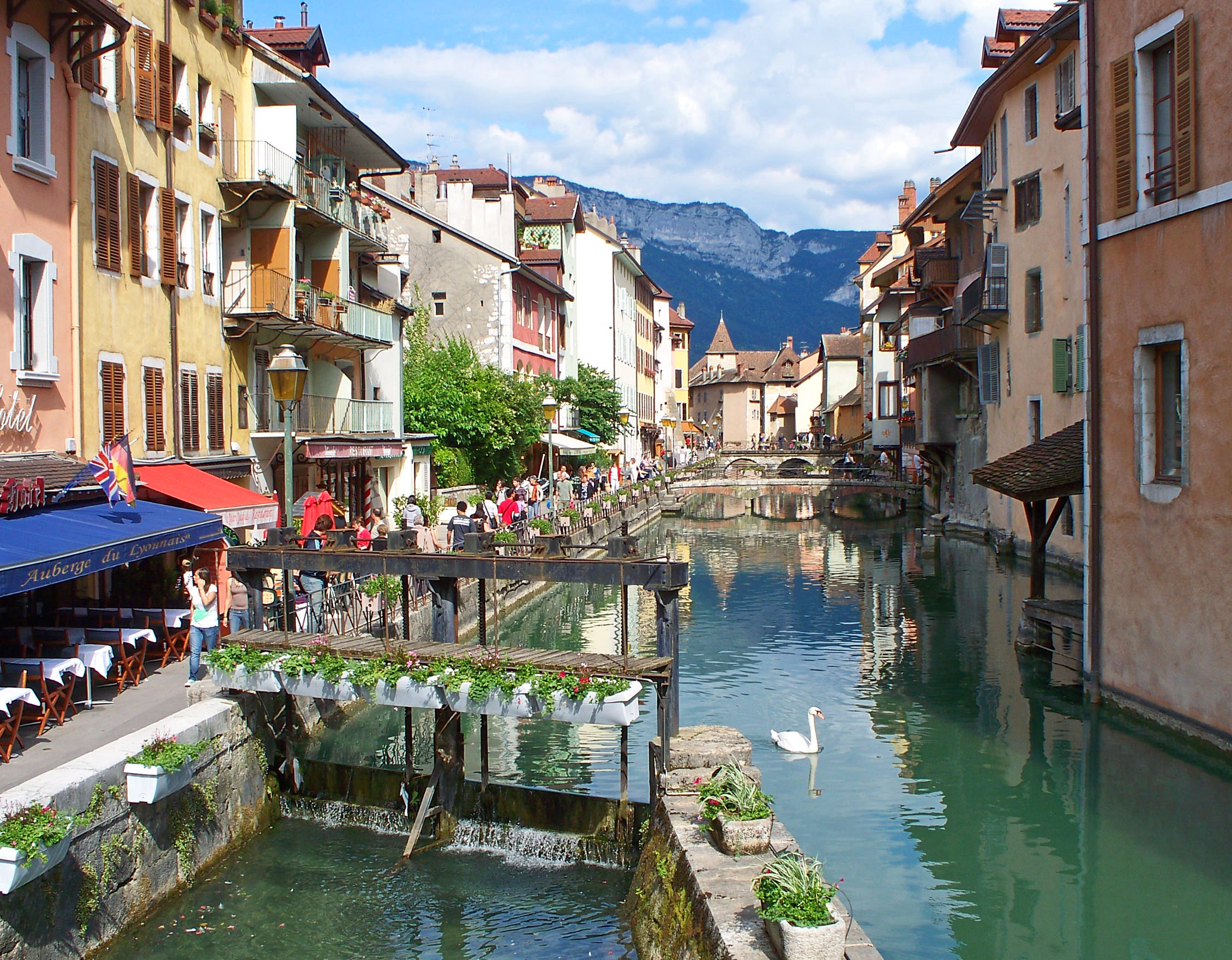
Der Thiou in der Innenstadt

Annecy liegt im Südosten Frankreichs, an der Nordspitze des 27 km² großen Sees Lac d’Annecy, 40 km südlich der Schweizer Stadt Genf. Durch die Altstadt fließt als natürlicher Abfluss des Sees der Thiou, der nach nur 3,5 Kilometern in den Fier mündet. Der Canal du Vassé, einst zur Versorgung der Verteidigungsgräben mit Seewasser errichtet, verläuft heute teilweise unterirdisch.
Die Gemeinde ist als Zugangsort mit dem Regionalen Naturpark Massif des Bauges assoziiert.

## Name
Anniciaca war der ursprüngliche Name des unmittelbar nordöstlich von Annecy gelegenen, 2017 eingemeindeten Orts Annecy-le-Vieux (dt.: Alt-Annecy), in dessen Nähe ein Landhaus eines Römers namens Annicius gelegen hatte.

## Geschichte

### Frühzeit

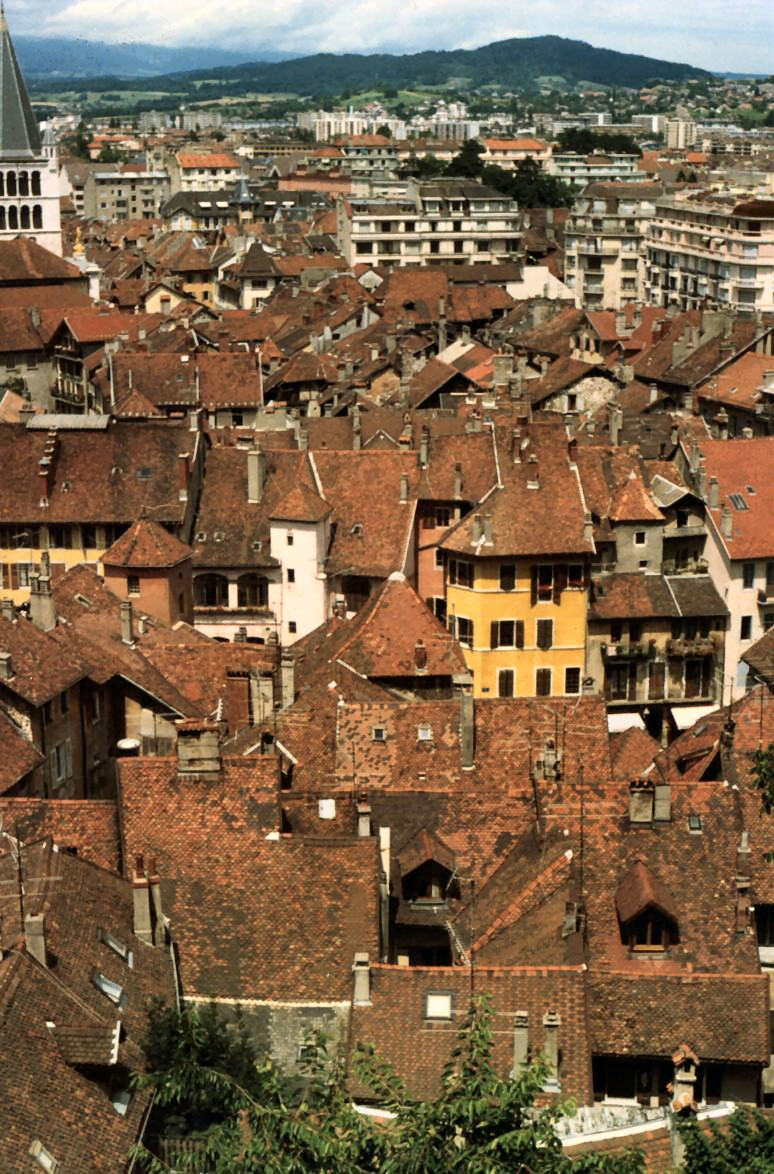
Blick über die Dächer der Altstadt

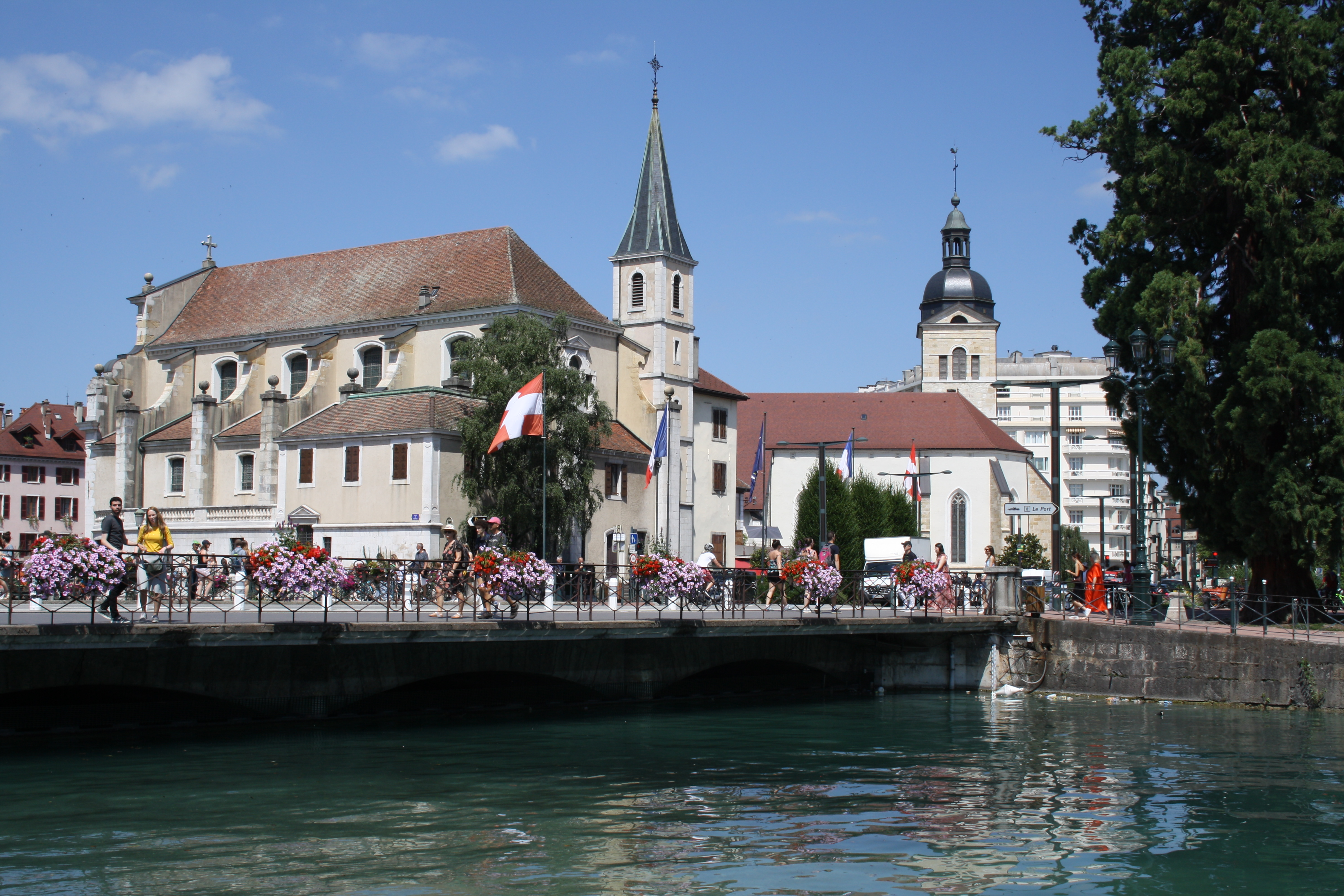
Kirchen Saint-François und Saint-Maurice

Die Ufer des Lac d’Annecy sind seit mindestens 3100 v. Chr. besiedelt. 50 v. Chr. wurde an der Stelle der Stadt eine römische Siedlung gegründet, die den Namen Boutae bzw. Bautas trug. Im Jahr 259 wurde bei Überfällen von „Barbaren“ der Marktflecken zerstört und ein Teil der Bevölkerung umgebracht. Einige der Überlebenden gründeten in den nahen Hügeln den Ort Anniciaca. Bis ins 6. Jahrhundert wiederholten sich die Angriffe, woraufhin die letzten Bewohner Boutae aufgaben.

### Mittelalter
Im 7. Jahrhundert wurde die Stelle am Ufer des Thiou neu besiedelt. Die erste urkundliche Erwähnung des heutigen Annecy stammt aus dem Jahr 1107, als zwischen der ersten Kirche Saint-Maurice und der im Bau befindlichen Burg Château d’Annecy der Ort errichtet wurde. Kriegerische Auseinandersetzungen mit den Bischöfen von Genf führten zur Flucht der Grafen von Genf nach Annecy, die den Ort zu ihrer Hauptstadt machten. Letzter Graf von Genf war der in Annecy geborene Gegenpapst Clemens VII. (1342–1394).
1401 wurde der Ort mit der Grafschaft Genf von Odo von Thoire und Villars an Amadeus VIII. aus dem Haus Savoyen verkauft, 1444 schuf jener eine Apanage für ein Mitglied seiner Familie, dem er eine weitgehende Autonomie zusicherte. Janus, der fünfte Sohn Ludwigs des Älteren, machte Annecy zu seiner Residenz und zur Hauptstadt der Grafschaft. Nach seinem Tod gehörte der Ort von 1491 bis 1514 vorübergehend zu Savoyen und wurde dann bis zum 17. Jahrhundert erneut zur Apanage.
Im 15. Jahrhundert umfasste Annecy mehr als ein Dutzend Klöster, die Hälfte der Stadt sowie große Ländereien und Wälder gehörten verschiedenen Orden. Mit dem Aufkommen des Calvinismus im nahen Genf wurde die Stadt zu einem Zentrum der Gegenreformation, der Genfer Bischofssitz wurde nach Annecy verlegt. Aus jener Zeit stammen Bauwerke wie die Kathedrale Saint-Pierre. 1602 wurde Franz von Sales Bischof der Stadt.

### Renaissance bis 20. Jahrhundert
Während der Französischen Revolution wurde die Stadt Ende 1792 von den Revolutionstruppen erobert. Savoyen verlor seine Unabhängigkeit und wurde ein Teil Frankreichs. Annecy wurde dem damaligen Département Mont Blanc zugeschlagen, dessen Hauptstadt Chambéry war. Damit stand der französische Markt der Stadt offen. Die Bürger der Stadt empfanden die Vertreibung des Herzogs zunächst als Befreiung. Die religionsfeindliche Politik der Revolutionsregierungen brachte die Bevölkerung jedoch gegen Frankreich auf. In den ersten 23 Jahren der Zugehörigkeit zu Frankreich entstanden an den Ufern des Thiou zahlreiche Fabriken.
Nach 1815 wurde Annecy als Folge des Zweiten Pariser Friedens an das Haus Savoyen zurückgegeben. Nach dem Anschluss Savoyens an Frankreich im Jahr 1860 (Vertrag von Turin) wurde Annecy die Hauptstadt des neuen Départements Haute-Savoie.
1866 erreichte die Eisenbahn die Stadt, was die Entwicklung der Industrie und des Tourismus förderte. Um die folgende Jahrhundertwende entstanden neue Stadtteile. 1906 lieferte ein Kraftwerk am Fier erstmals Strom für die elektrische Beleuchtung.

### Zweiter Weltkrieg
Im Juni 1940 besiegte die Wehrmacht Frankreich; zum Zeitpunkt des Waffenstillstands befanden sich deutsche Soldaten bereits unweit der Stadt. Der Stadtrat erkannte umgehend die Autorität des Vichy-Regimes an und betrieb die Ablösung des republikanisch eingestellten Präfekten. Im Hôtel d’Angleterre wurde nach dem Waffenstillstand eine italienische Beobachterkommission einquartiert. Mit der Kriegsveteranenorganisation Légion française des combattants, aus der 1943 die rechtsextreme Milice française hervorging, etablierte sich auch in Annecy eine paramilitärische Truppe der Vichy-Regierung, die später mit der Besatzungsmacht kollaborierte. Am 23. September 1941 weilte der Staatschef des „État français“ (unbesetzte Zone) Philippe Pétain in der Stadt.
Daneben gab es Widerstand seitens der Bevölkerung. So liefen z. B. am 1. Mai 1942 auf einen Aufruf von Radio London hin Menschen schweigend vor dem Rathaus hin und her. Im November 1942 wurden im Quartier Galbert italienische Gebirgsjäger (Alpini) einquartiert, was im Jahr darauf zu Auseinandersetzungen mit zwei Todesopfern führte. Erstmals am 11. Dezember 1942 wurde die örtliche Lagerfabrik von alliierten Bombern angegriffen, wobei im Quartier Balmette fünf Personen starben. Bei einem zweiten Bombenangriff auf das Lagerwerk kamen im Quartier Loverchy am 11. November 1943 elf Menschen ums Leben. Zerstört wurden die Maschinen der Fabrik drei Tage später durch Saboteure der Résistance. Ein dritter Angriff am 10. März 1944, der auch dem Bahnhof und der Telefonzentrale galt, forderte nochmals elf Todesopfer.
Im Winter 1942/1943 etablierten sich in Hochsavoyen Widerstandsgruppen wie die Franc-Tireurs und die Armée secrète, denen die Deportation von Zwangsarbeitern nach Deutschland zusätzlichen Zulauf bescherte. Am 8. September 1943 verließen die italienischen Truppen die Stadt und deutsche Soldaten marschierten ein. Damit wurde die Unterdrückung stärker. Die Wehrmacht okkupierte neben der Kaserne mehrere Hotels, die Gestapo quartierte sich in der Villa des Lagerwerkchefs ein. In der Komturei residierte fortan die Milice, in einer Brauerei die Groupe mobile, eine paramilitärische Einheit des Vichy-Regimes. Die Saint-François-Schule wurde von den Deutschen als Gefängnis genutzt; dort wurde später ein Massengrab mit sieben Toten entdeckt. Zwischen dem 10. und dem 13. März 1944 wurde die Stadt intensiv durchkämmt, in der Folge wurden 24 Menschen standrechtlich erschossen und rund 20 Personen deportiert. Auch das Palais de l’Isle und das Schiff France wurden damals zu Gefängnissen.
Die Partisanen der Résistance operierten von der Hochebene Plateau des Glières aus. Mit Artillerie und Flugzeugen griffen die Deutschen die Maquisards an und erreichten am 27. März 1944 das Gebiet, am 1. Mai kehrten jene auf das Plateau zurück. Die alliierte Landung in der Normandie im Juni 1944 führte zu vermehrten Angriffen und Sabotageakten der Résistance, zugleich aber auch zu verstärkter Repression und häufigeren Strafaktionen seitens der Besatzer. Im Quartier Galbert und im nahen Vieugy erschossen die Deutschen Geiseln und Verurteilte wie den Unterpräfekten von Bonneville. Den Partisanen gelang es dennoch zunehmend, zunächst Dörfer und später Städte zu erobern und die Garnisonen der Wehrmacht voneinander zu isolieren.

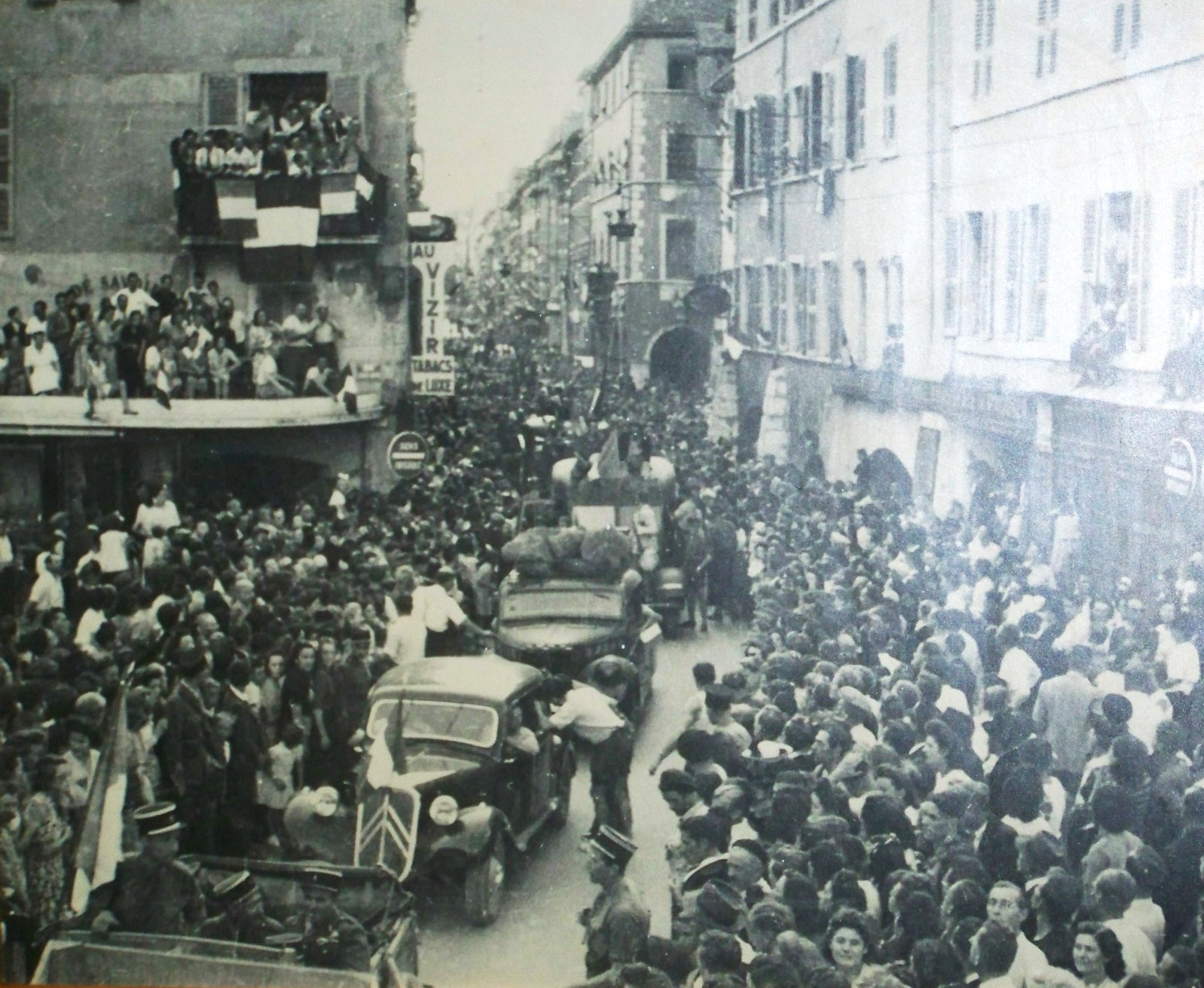
Annecy am Tag der Befreiung (19. August 1944)

Nach in Chavoire geführten Verhandlungen legte die deutsche Garnison in Annecy am 19. August 1944 die Waffen nieder. Die Bekanntgabe einer Liste von mehr als hundert Bürgern der Stadt, die von den Deutschen erschossen werden sollten, darunter der Präfekt, der Bürgermeister, der Bischof und alle Gefangenen der Saint-François-Schule, führte zu einem Sturm der Menschen auf die rasch beflaggten Straßen. Die Betreffenden wurden befreit, die Schaufenster der Einrichtungen der Besatzer und der Kollaborateure zerstört. Am Morgen des 24. August wurden 76 standrechtlich verurteilte Angehörige der Milice in Le Grand-Bornand erschossen.
In der Folgezeit wurden in Annecy deutsche Kriegsgefangene interniert. Als bekannt wurde, dass in Lyon französische Gefangene erschossen worden waren, erschossen die Forces françaises de l’intérieur (FFI) am 28. August und am 2. September 1944 als Repressalie 80 Deutsche, überwiegend Angehörige der Sicherheitspolizei und des SD sowie des SS-Polizei-Regiments 19, die zuvor an der brutalen Verfolgung französischer Widerständler beteiligt waren. In der Folge wurde den Angehörigen der FFI von den Deutschen der Kombattantenstatus zuerkannt. Anfang November 1944 besuchte Charles de Gaulle die Stadt.
Im Zuge der Kriegshandlungen und der Besetzung kamen in Annecy bis zum Tag der Befreiung 136 Menschen ums Leben: 50 von ihnen wurden direkt Opfer der Deutschen, 30 starben bei Bombenangriffen. Die Zahl der zerstörten oder unbewohnbaren Wohnhäuser wurde 1945 von der Stadtverwaltung auf 150 geschätzt. 552 Männer aus Annecy gerieten in deutsche Kriegsgefangenschaft, aus der am 1. Januar 1943 55 entlassen wurden. Von den 140 Deportierten kehrten 50 nicht mehr in die Stadt zurück.

### Nach 1945
Annecy war im Jahr 1949 der Sitzungsort der zweiten Verhandlungsrunde des Allgemeinen Zoll- und Handelsabkommens GATT.
Zum 1. Januar 2017 wurden die umliegenden Nachbargemeinden Annecy-le-Vieux, Cran-Gevrier, Meythet, Pringy und Seynod nach Annecy eingemeindet, wodurch sich die Bevölkerungszahl mehr als verdoppelte.

## Bevölkerungsverteilung und -entwicklung
| Ortsteil        | ehem. INSEE-Code | Fläche (km²) | Einwohnerzahlen (Census) | Einwohnerzahlen (Census) | Einwohnerzahlen (Census) | Einwohnerzahlen (Census) | Einwohnerzahlen (Census) | Einwohnerzahlen (Census) | Einwohnerzahlen (Census) | Einwohnerzahlen (Census) | Einwohnerzahlen (Census) | Einwohnerzahlen (Census) | Einwohnerzahlen (Census) | Einwohnerzahlen (Census) | Einwohnerzahlen (Census) | Einwohnerzahlen (Census) |
| Ortsteil        | ehem. INSEE-Code | Fläche (km²) | 1901                     | 1926                     | 1954                     | 1962                     | 1968                     | 1975                     | 1982                     | 1990                     | 1999                     | 2006 1                   | 2008 2                   | 2011 1                   | 2013 2                   | 2016 2                   |
| --------------- | ---------------- | ------------ | ------------------------ | ------------------------ | ------------------------ | ------------------------ | ------------------------ | ------------------------ | ------------------------ | ------------------------ | ------------------------ | ------------------------ | ------------------------ | ------------------------ | ------------------------ | ------------------------ |
| Annecy          | 74010            | 13,65        | 13.611                   | 17.233                   | 33.114                   | 43.255                   | 54.484                   | 53.262                   | 49.965                   | 49.644                   | 50.348                   | 51.023                   | 50.115                   | 51.012                   | 52.029                   | 54.324                   |
| Annecy-le-Vieux | 74011            | 17,01        | 1.262                    | 1.541                    | 3.131                    | 4.681                    | 6.754                    | 13.537                   | 14.054                   | 17.520                   | 18.885                   | 19.848                   | 19.770                   | 20.012                   | 20.166                   | 20.988                   |
| Cran-Gevrier    | 74093            | 04,80        | 1.310                    | 2.286                    | 5.300                    | 6.903                    | 8.155                    | 12.384                   | 14.388                   | 15.566                   | 16.464                   | 16.811                   | 16.398                   | 17.358                   | 17.493                   | 17.724                   |
| Meythet         | 74182            | 03,24        | 446                      | 527                      | 902                      | 2.434                    | 3.776                    | 6.636                    | 7.590                    | 7.581                    | 7.701                    | 8.248                    | 8.380                    | 8.367                    | 8.368                    | 8.391                    |
| Pringy          | 74217            | 09,06        | 356                      | 387                      | 576                      | 945                      | 1.070                    | 1.369                    | 1.915                    | 2.462                    | 2.616                    | 3.249                    | 3.437                    | 4.031                    | 4.129                    | 4.041                    |
| Seynod          | 74268            | 19,17        | 502                      | 561                      | 989                      | 2.383                    | 3.780                    | 9.339                    | 13.175                   | 14.764                   | 16.365                   | 17.437                   | 17.941                   | 18.646                   | 19.624                   | 20.951                   |
| Annecy          |                  | 66,93        | 017.487                  | 022.535                  | 044.012                  | 060.601                  | 078.019                  | 096.527                  | 101.087                  | 107.537                  | 112.379                  | 116.616                  | 116.041                  | 119.426                  | 121.809                  | 126.419                  |

RP: Recensement de la population (Volkszählung, Census)

Die (Gesamt-)Einwohnerzahlen der Gemeinde Annecy wurden durch Addition der einzelnen Ortsteile, d. h. der bis Ende 2016 selbständigen Gemeinden ermittelt.

## Politik
Bei den Kommunalwahlen des Jahres 2020 wurde der Kandidat der Grünen (LECO), François Astorg, zum neuen Bürgermeister gewählt. Er siegte knapp vor Jean-Luc Rigaut (Union du centre), der das Amt seit Januar 2007 innehatte.

## Wirtschaft
Annecy hat eine Metall-, Bootszulieferer-, Textil-, Leder-, Lebensmittel- und Holzindustrie. Die Stadt ist ein Luftkurort, der Tourismus ist ein bedeutender Wirtschaftsfaktor.

## Sehenswürdigkeiten
- Die Altstadt
- Dominiert wird die Stadt von der auf einem Hügel im Stadtzentrum gelegenen mittelalterlichen Burg Château d’Annecy.
- Die spätgotische Kirche Saint-Pierre aus dem 16. Jahrhundert ist Kathedrale des seit 1822 bestehenden römisch-katholischen Bistums Annecy.
- In der auf einer Anhöhe mit Blick über die Stadt gelegenen Wallfahrtskirche Basilique de la Visitation und dem dazugehörenden Kloster der Heimsuchung Mariens werden Reliquien des heiligen Franz von Sales, und der heiligen Johanna Franziska von Chantal, der Gründerin des Heimsuchungsordens verehrt.
- Inmitten des Flusses Thiou steht das Palais de l’Isle, ein Festes Haus mit Wurzeln im Mittelalter, das heute unter anderem als Heimatmuseum genutzt wird.

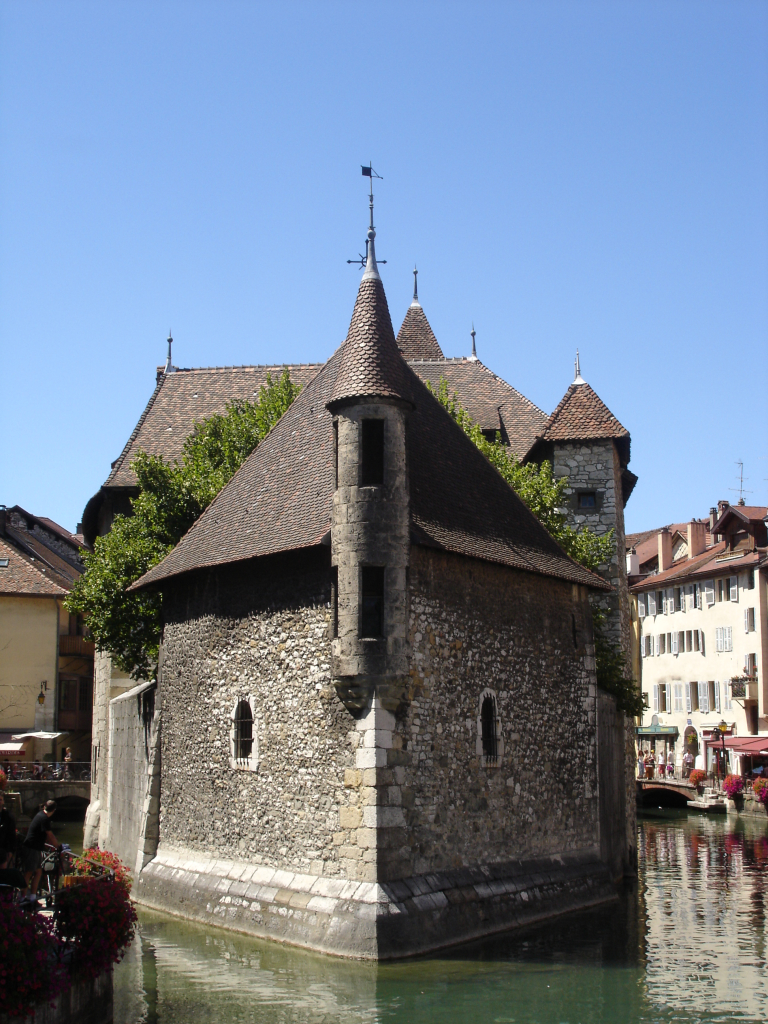
Palais de l’Isle inmitten des Thiou
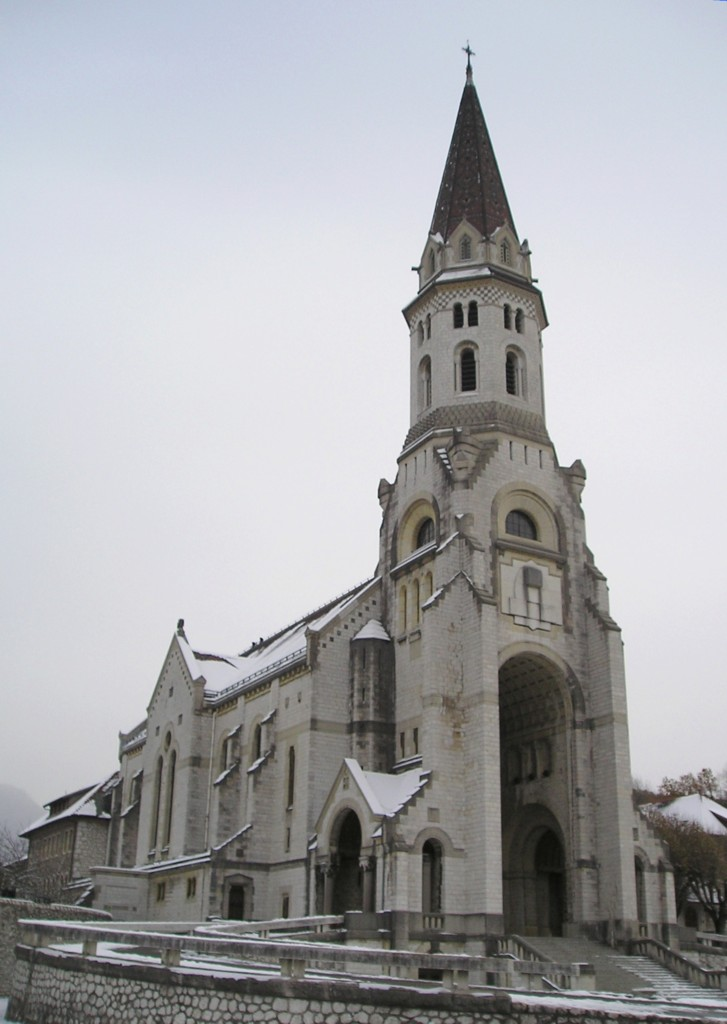
Basilique de la Visitation
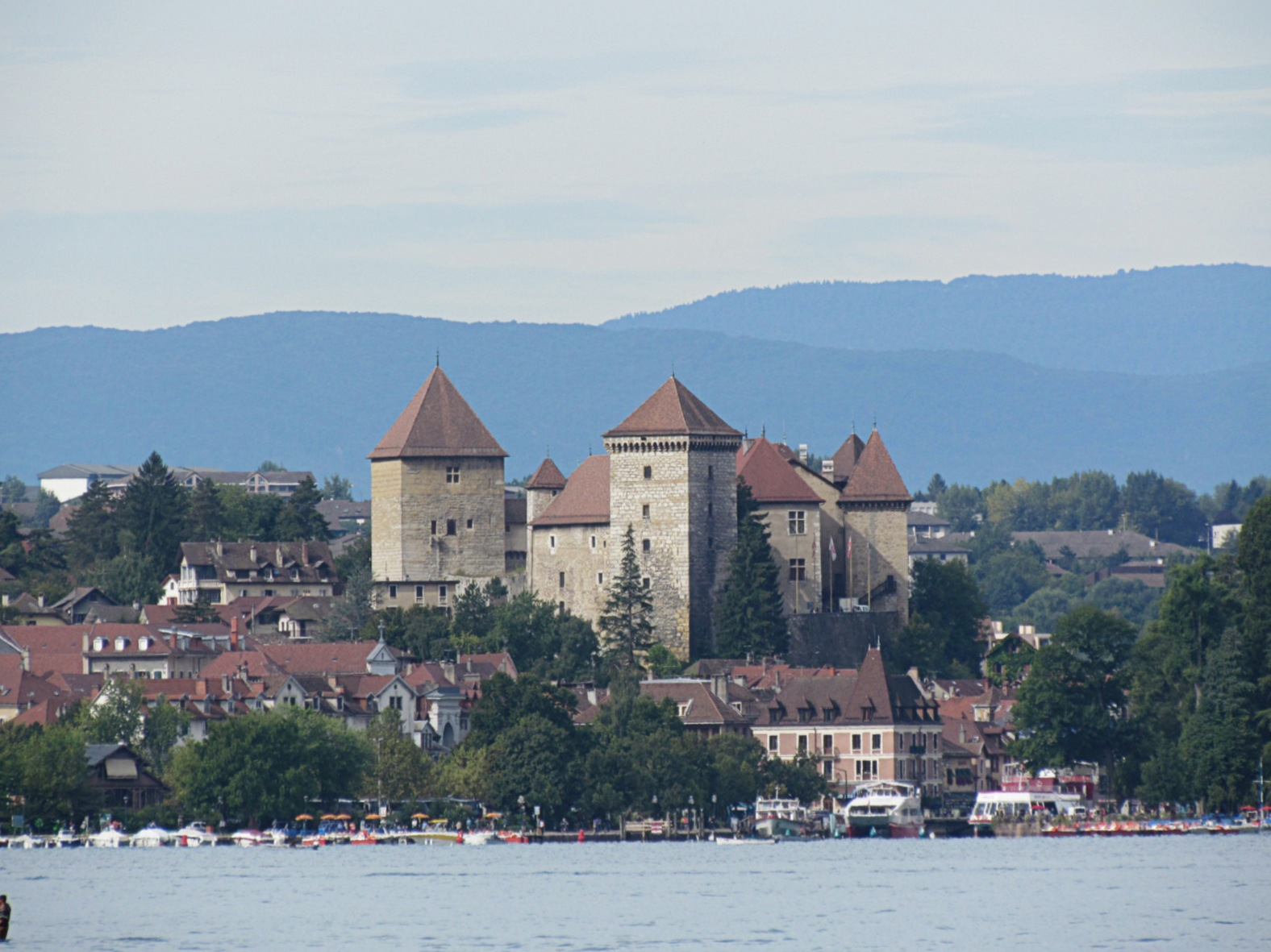
Château d’Annecy

## Verkehr

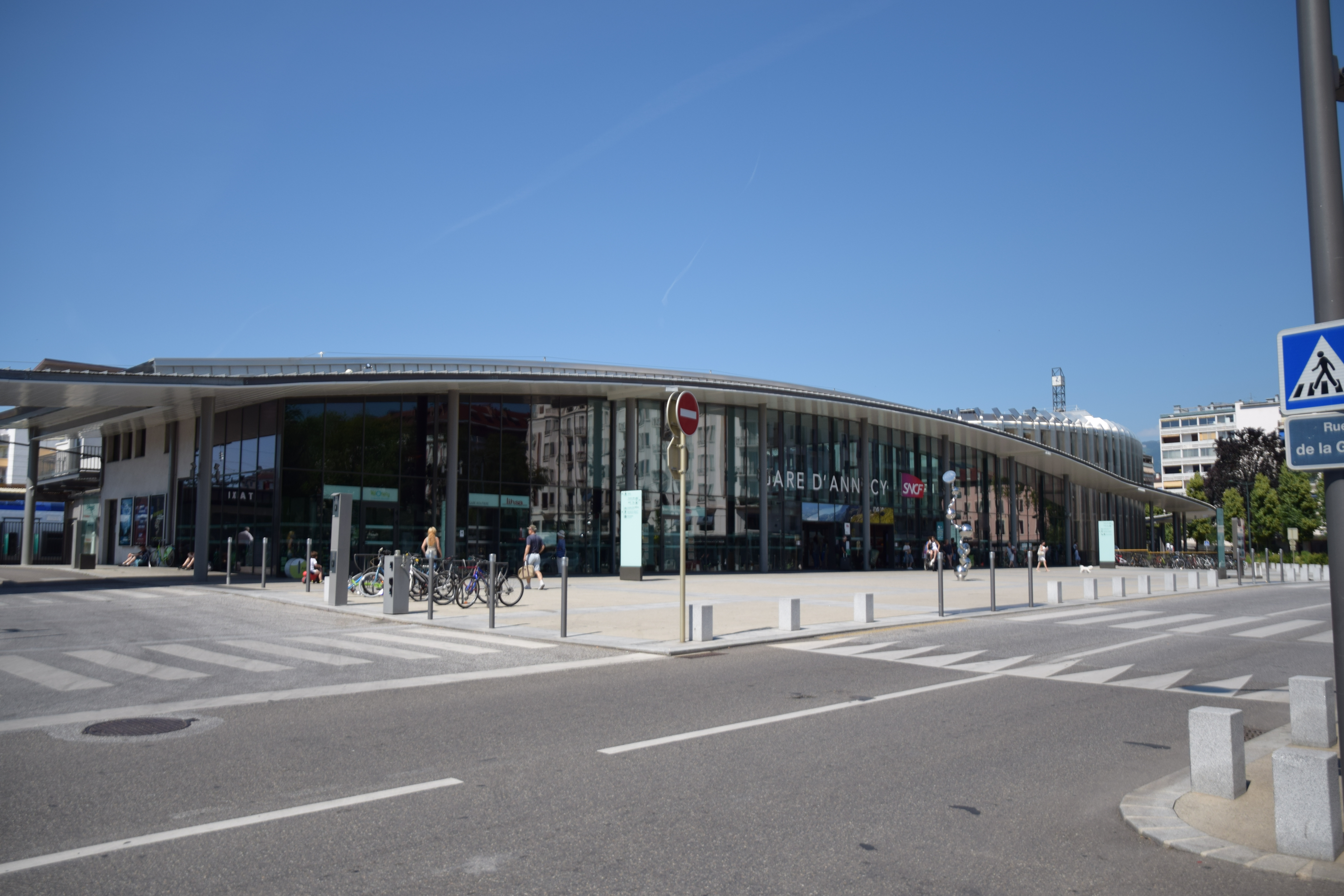
Empfangsgebäude des Bahnhofs Annecy

Annecy liegt an der Autobahn A41, welche die Stadt mit Genf im Norden und Grenoble im Süden verbindet. Die durch Annecy führende Nationalstraße N 201 wurde 2006 zur Departementsstraße herabgestuft.
Die Stadt ist an den Regionalverkehr der TER Auvergne-Rhône-Alpes angeschlossen und von Paris aus per TGV erreichbar. Seit dem 15. Dezember 2019 ist Annecy einer der Endpunkte des Léman Express und damit Teil des größten grenzüberschreitenden S-Bahn-Netzes Europas.
Von 1898 bis 1930 war Annecy durch die Schmalspurbahn Tramway d’Annecy à Thônes (TAT) mit der Kleinstadt Thônes verbunden. 1901 ging eine eingleisige Bahnstrecke nach Albertville in Betrieb. Der Personenverkehr auf dieser Strecke wurde bereits im Mai 1938 eingestellt, der Güterverkehr zwischen dem Industriegebiet von Annecy und Saint-Jorioz endete 1966. Im Oktober 1969 wurde dieser Abschnitt mit dem 1526 m langen Tunnel de la Puya stillgelegt und 2004 auf der Trasse ein Radweg angelegt.
Mit einer knappen Mehrheit von 45 zu 44 Stimmen bewilligte der Stadtrat am 18. November 2021 das Projekt einer Straßenbahn. Zwischen Seynod und Pringy soll eine erste Strecke entstehen und mit drei anschließenden Schnellbuslinien verknüpft werden. Damit würde Annecy zur 30. Straßenbahnstadt in Frankreich und zudem die erste, die nie zuvor eine elektrische Straßenbahn hatte. Am 27. Januar 2022 wurde beschlossen, das Projekt in den folgenden 18 Monaten zunächst detailliert zu prüfen, womit eine endgültige Entscheidung nicht vor Herbst 2023 zu erwarten ist.

## Regelmäßige Veranstaltungen
- Carnaval Vénitien: Alljährliche Adaption des Karneval in Venedig, welcher das Ende des Winters ankündigt.
- Festival d’Animation Annecy: Jährlich im Juni stattfindendes Trickfilm-Festival.
- Noctibules: Nächtliches Spektakel zahlreicher Künstler und Artisten in den Gassen der Altstadt im Juli.
- Fête du Lac: 70-minütiges, von Musik und Wasserspielen begleitetes Feuerwerk am ersten Samstag im August mit bis zu 200.000 Zuschauern.
- Traverse du lac d’Annecy („Überquerung des Sees von Annecy“): Jährlich im August stattfindender Schwimmwettkampf über drei Distanzen (0,9 km, 1,2 km und 2,5 km).
- Festival du Cinéma Italien: Eines der größten europäischen Filmfestivals zu diesem Thema Ende September/Anfang Oktober.
- Retour des Alpages: Traditioneller und authentischer Almabtrieb vieler Bauern und Erzeuger regionaler Produkte, Künstler und folkloristischer Gruppen in den Gassen der Altstadt, am zweiten Samstag im Oktober.

## Sport
1998 fanden in Annecy die Juniorenweltmeisterschaften in der Leichtathletik statt.
Anlässlich der Tour de France gibt es oftmals Etappen in und um Annecy. So wurde zum Beispiel 2009 die 18. Etappe als Einzelzeitfahren rund um den Lac d’Annecy ausgetragen. Am 20. Juli 2013 fand die vorletzte Etappe der 100. Tour de France auf einer 125 km langen Strecke von Annecy hinauf nach Semnoz statt. Im Jahr 2018 führte die 10. Etappe über 158,5 km von Annecy nach Le Grand Bornand.
Es gab Pläne für eine Bewerbung für die Austragung der Olympischen Winterspiele 2014, sie wurden jedoch verworfen. Annecy hat erfolglos für die Olympischen Winterspiele 2018 kandidiert.
Annecy ist Heimat des französischen Sportartikel-Herstellers Salomon.

## Bildung
Die Stadt beherbergt einen Campus der Ingenieurschule École polytechnique universitaire de Savoie de l’Université de Chambéry.

## Städtepartnerschaften
- Cheltenham in der Grafschaft Gloucestershire, England (1956)
- Bayreuth in Bayern, Deutschland (1966)
- Vicenza in Venetien, Italien (1995)[13]

Mit folgenden Gemeinden bestehen Städtefreundschaften:
- Sainte-Thérèse, Kanada
- Liptovský Mikuláš, Slowakei

- Hinzu kommt eine Zusammenarbeit bezüglich eines technischen und kulturellen Austauschs mit dem ivorischen Sassandra.[13]

Annecy engagiert sich im Verein Alpenstadt des Jahres gemeinsam mit anderen Alpenstädten für die Umsetzung der Alpenkonvention, welche die nachhaltige Entwicklung der Alpen zum Ziel hat.

## Persönlichkeiten

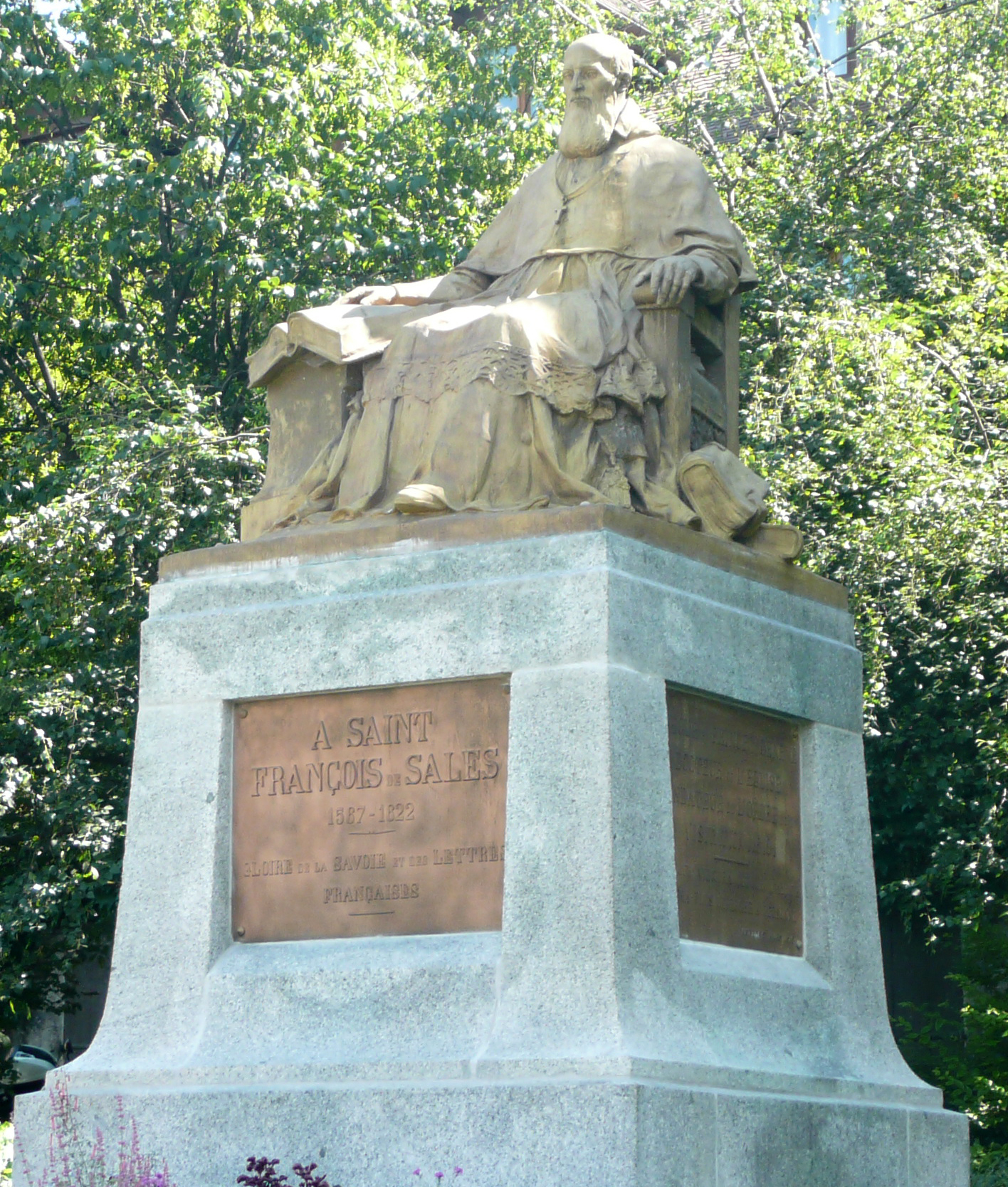
Denkmal für Franz von Sales in Annecy

### Söhne und Töchter der Stadt
- Clemens VII. (1342–1394), Gegenpapst
- Franz von Sales (1567–1622), Bischof von Genf/Annecy und Heiliger der Katholischen Kirche
- Anna Michelotti (1843–1888), Ordensgründerin
- Cécile Vogt (1875–1962), Hirnforscherin
- Iwan Wassiljewitsch Obreimow (1894–1981), russischer Physiker, Spezialist für Festkörperphysik
- Bernard Rochot (1900–1971), Wissenschaftshistoriker
- Louis Lachenal (1921–1955), Alpinist
- Georges Salomon (1925–2010), Unternehmer, Erfinder
- Bernard Collomb (1930–2011), Autorennfahrer
- Pierre Encrenaz (* 1945), Radioastronom
- André Dussollier (* 1946), Schauspieler
- Michel Armand (* 1946), Physiker, Batterieentwickler
- Marc Veyrat (* 1950), Sternekoch und Gastronom
- Florence Colle (* 1965), Leichtathletin
- Edgar Grospiron (* 1969), Freestyle-Skier
- Raphaëlle Monod (* 1969), Freestyle-Skierin
- Alexis Blanc (* 1970), Freestyle-Skier
- Nicolas Conte (* 1973), Snowboarder
- Flore Vasseur (* 1973), Unternehmerin, Journalistin und Schriftstellerin
- Barbara Romagnan (* 1974), Politikerin
- Frédérique Bel (* 1975), Schauspielerin
- Vincent Vittoz (* 1975), Skilangläufer
- Julie Lechanteux (* 1977), Politikerin
- Jonathan Collomb-Patton (* 1979), Snowboarder
- Christophe Perrillat-Collomb (* 1979), Skilangläufer
- Guillaume Perret (* 1980), Jazzmusiker und Komponist
- Johan Clarey (* 1981), Skirennläufer
- Thomas Fanara (* 1981), Skirennläufer
- David Poisson (1982–2017), Skirennläufer
- Steve Missillier (* 1984), Skirennläufer
- Ivan Perrillat Boiteux (* 1985), Skilangläufer
- Benjamin Daviet (* 1989), Skilangläufer und Biathlet
- Christophe Lemaitre (* 1990), Leichtathlet
- Chloé Bulleux (* 1991), Handballspielerin
- Côme Ledogar (* 1991), Autorennfahrer
- Adrien Brandeis (* 1992), Jazzmusiker
- Alexandra Tavernier (* 1993), Leichtathletin
- Martin Perrillat-Bottonet (* 1997), Biathlet
- Steven Amiez (* 1998), Skirennläufer
- Léo Anguenot (* 1998), Skirennläufer
- Hugo Lapalus (* 1998), Skilangläufer
- Jules Chappaz (* 1999), Skilangläufer
- Sacha Fenestraz (* 1999), Automobilrennfahrer
- Loana Lecomte (* 1999), Mountainbikerin
- Hugo Tavernier (* 1999), Hammerwerfer
- Sébastien Baud (* 2000), Autorennfahrer
- Rémi Broutier (* 2000), Biathlet
- Hugo Desgrippes (* 2000), Skirennläufer
- Marion Chevrier (* 2001), Skirennläuferin
- Damien Levet (* 2001), Biathlet
- Gaëtan Paturel (* 2003), Biathlet

### Personen mit Beziehung zur Stadt
- Johanna Franziska von Chantal (1572–1641), Heilige der Katholischen Kirche; gründete in Annecy den Orden der Salesianerinnen
- Jean-Jacques Rousseau (1712–1778), Schriftsteller und Philosoph; hielt sich im März 1728, von Juni 1729 bis April 1730 und, nach einem kurzen Unterbruch, nochmals bis Juli 1730 in Annecy auf. Beim zweiten Aufenthalt leistete er Sekretärdienste für Mme de Warens, erhielt Gesangsstunden, versuchte am Priesterseminar Latein zu lernen und war Mitglied der Kathedralkantorei.
- Claude Louis Berthollet (1748–1822), Mediziner und Chemiker; begann um 1760 an der hiesigen Universität mit seinem Medizinstudium
- Eugène Sue (1804–1857), französischer Schriftsteller; verbrachte seine letzten Lebensjahre im Exil in Annecy und starb dort
- Claude Favre de Vaugelas (1585–1650), französischer Literat, Philologe und Grammatiker; widmete sich in Annecy Studien der Menschheit an der Académie florimontane